# Peter Kidson
Peter Kidson (23. srpen 1925 – 10. února 2019) byl britský emeritní profesor a čestný člen Courtauld Institute of Art, kde do roku 1990 přednášel o středověké architektuře. V nekrologu v deníku The Telegraph byl označen za "nejvlivnějšího historika středověké architektury své generace v anglicky mluvícím světě".

## Život

### Vzdělání
V letech 1943 až 1948 byl Kidson stipendistou na koleji Selwyn na Univerzitě v Cambridgi. Za války byl odveden ke královskému námořnictvu. V roce 1950 získal bakalářský titul. V letech 1950–1959 studoval společně s Brianem Sewellem na Courtauldově institutu umění, kde získal doktorský titul. Mezi jejich učitele na Courtauldu patřil Anthony Blunt, o němž Kidson v roce 2016 napsal vzpomínky pro Britskou akademii. Roku 1959 se stal knihovníkem Conwayovy knihovny při Courtauldově institutu.

### Akademická kariéra
Kidson vyučoval na Courtauldově univerzitě, působil také jako hostující docent v Cambridge a na University of East Anglia a v roce 1972 jako hostující profesor na University of Victoria v Britské Kolumbii. V roce 1967 byl jmenován řádným docentem na Courtauldově univerzitě, kde zůstal až do svého odchodu do důchodu v roce 1990 jako profesor středověké architektury.

### Ocenění a funkce
- 1961 – zvolen za člena Londýnské společnosti starožitníků
- 1977 – jmenován královským komisařem
- 1985–1987 – předseda architektonického výboru královské komise
- 1982 – Rhindův lektor Skotské společnosti starožitníků a člen výboru Britské akademie pro udělování postgraduálních cen v humanitních vědách
- 1988 – udělení Osobního křesla na Londýnské univerzitě
- 1990 – emeritní profesor a čestný člen Courtauld Institute of Art